# Sapphire and Steel
Sapphire and Steel est une série télévisée britannique en 34 épisodes de 25 minutes de science fiction, créée en 1979 par Peter J. Hammond et diffusée du 10 juillet 1979 au 31 août 1982 sur le réseau ITV.
La série est inédite dans les pays francophones.

## Synopsis
Deux entités extra-terrestres, Sapphire (Saphir) et Steel (Acier) enquêtent sur Terre sur des objets et événements bouleversant la trame du temps.

## Distribution
- David McCallum : Steel
- Joanna Lumley : Sapphire
- David Collings : Silver